# 薬理学

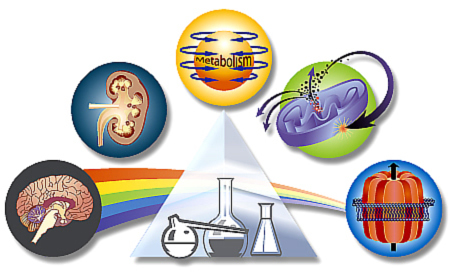
薬理学は様々な学問分野とリンクしている。

薬理学（やくりがく、英語: pharmacology）は生体内外の物質と生体の相互作用を、種々の研究方法により個体、臓器、組織、細胞、分子のレベルを貫いて総合的に研究し、さらに創薬・育薬などの薬物の疾病治療への応用を視野に入れ、薬物治療の基盤を確立する科学であると定義される。薬物と生体の相互作用の結果生じた現象の解析には解剖学、生理学、生化学、分子生物学、遺伝学、機能形態学などの基礎医学の知識が要求される。解析に用いる手法や対象により薬理学は様々な分野に細分化される。

## 薬と剤
薬理学において、「薬」とは薬理活性を発現する化学物質をいい、「剤」とはそれに薬剤的な加工をして使用する剤形をいう。例えば、「利尿剤の消化吸収や排泄」という言い方は、利尿「剤」がそのまま吸収されたり排泄されるわけではないので、薬理学的には正しくない。しかしながら、臨床医学においては剤と薬は区別して用いられていないこともある。また、有機化学における、酸化剤や還元剤のように、薬としての意味を持ちながら、酸化薬や還元薬という呼び方がなされない例外もある。

## 歴史

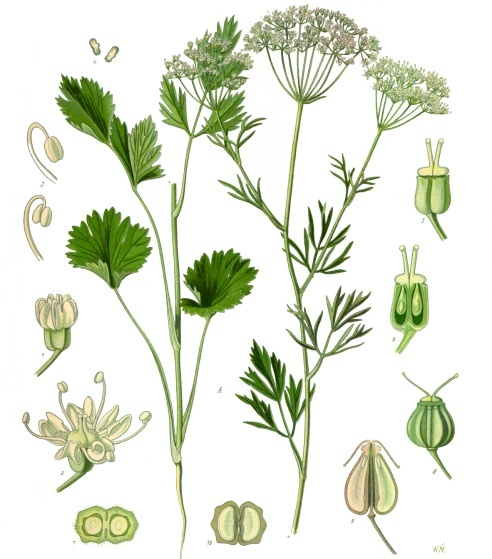
人類は紀元前の時代から植物を薬と認識し、治療に用いてきた。（→薬草）

人類は太古より天然の植物などを経験的に「くすり」として使用してきた。その知識・経験は子孫へと代々受け継がれていき、やがて蓄積されて体系化されるに至った。中国の本草学・湯液医学において発展した伝統的医薬（日本でいう漢方薬）はそのひとつと言える。1世紀頃にはギリシア人のペダニオス・ディオスコリデスがおよそ900種にもわたる薬を整理して『薬物誌』（De materia medica）という書物を記した。 
時代が近代ヘ移ると、生理学や生化学の発展とともに薬理学が誕生した。実験生理学の父と呼ばれるフランスの生理学者クロード・ベルナールが19世紀後半にクラーレの骨格筋弛緩作用を明らかにしたことはよく知られている。その後、ドイツのシュミーデベルクは薬理学を医学の一分野として独立させ、彼の元へは多くの留学生が訪れた。
当初の薬理学は天然物由来成分の薬効解析が主であったが、合成化学的手法の進歩とともに解析対象は人工的な合成化合物へと変遷していく。20世紀に入ると生理活性物質の本体が明らかとなり、分子生物学やゲノム科学の進展により近代薬理学として発展した。

## 薬理学の主な分野
- 行動薬理学( Behavioral Pharmacology)
- 分子薬理学 (Molecular Pharmacology)
- 神経薬理学 (Neuropharmacology)
- 精神薬理学 (Psychopharmacology)
- 免疫薬理学 (Immunopharmacology)
- 歯科薬理学 (Dental Pharmacology)
- 臨床薬理学 (Clinical Pharmacology)
- 腫瘍薬理学 (Tumor Pharmacology)
- 時間薬理学 (Chronopharmacology)
- 薬力学 (Pharmacodynamics)
- 薬物動態学 (Pharmacokinetics)
- 家畜薬理学 (Veterinary Pharmacology)
- 比較薬理学 (Comparative Pharmacology)

広義には毒性学や化学療法学なども薬理学の一分野として含まれる。

## 医薬品の分類
薬物の分類には、ATC分類（解剖治療化学分類法:Anatomical Therapeutic Chemical Classification System）を含めて様々な分類法がある。

### 消化器系に作用する薬物
制酸薬、抗ドパミン薬、抗痙攣薬、プロトンポンプ阻害薬 (PPI)、プロスタグランジン、緩下剤、便秘薬、胆汁酸

### 心血管系に作用する薬物
ACE阻害薬、アンギオテンシンII受容体拮抗薬、強心配糖体,ホスホジエステラーゼ阻害薬、硝酸薬、抗不整脈薬、β遮断薬、抗狭心症薬、利尿薬、降圧薬、カルシウム拮抗薬、α遮断薬、血管拡張薬、抗ヒスタミン薬、抗凝固薬、ヘパリン、抗血小板薬、血栓溶解薬、止血薬、抗脂血症薬、スタチン

### 中枢神経系に作用する薬物
麻酔薬、睡眠薬、抗不安薬、抗精神病薬、抗うつ薬、SSRI、SNRI、制吐薬、抗痙攣薬、中枢神経刺激薬、

バルビツレート、三環系抗うつ薬、ベンゾジアゼピン、ドパミン拮抗薬、抗ヒスタミン薬、抗コリン薬、
カンナビノイド、アンフェタミン、MAO阻害薬、リチウム塩

### 鎮痛薬
解熱薬、頭痛薬、NSAIDs、オピオイド鎮痛薬

### 筋骨格系疾患の薬物
NSAIDs、筋弛緩薬、コリンエステラーゼ阻害薬

### 内分泌疾患の薬物
アンドロゲン、抗アンドロゲン薬、ゴナドトロピン、副腎皮質ステロイド、成長ホルモン、インスリン、経口血糖降下薬、甲状腺ホルモン、抗甲状腺薬、カルシトニン、バソプレッシン

### 泌尿器系に作用する薬物
抗真菌薬、キノロン、抗生物質、コリン作動薬、抗コリン薬、抗痙攣薬、5-αリダクターゼ阻害薬、α1遮断薬

### 感染症
抗生物質、抗真菌薬、抗結核薬、抗マラリア薬、駆虫薬、抗アメーバ薬、抗ウイルス薬

### 免疫系に作用する薬物
ワクチン、免疫グロブリン、免疫抑制薬

### 栄養
鉄剤、電解質、ビタミン剤

### 呼吸器系に作用する薬物
気管支拡張薬、NSAIDs、抗アレルギー薬、鎮咳薬、去痰薬

β遮断薬、抗コリン薬、ステロイド

### 耳鼻咽喉疾患の薬物
抗ヒスタミン薬、抗コリン薬、NSAIDs、ステロイド、局所麻酔薬、抗真菌薬

### 眼科疾患の薬物
抗生物質、NSAIDs、縮瞳薬、交感神経遮断薬、炭酸脱水酵素阻害薬、散瞳薬

### 抗アレルギー薬
抗アレルギー薬、抗ヒスタミン薬、NSAIDs

### 皮膚に作用する薬物
抗真菌薬、消毒薬、殺シラミ薬、ビタミンA誘導体、ビタミンD類似体、抗生物質、ホルモン、遮光剤、制汗薬

### 避妊薬
経口避妊薬、避妊器具、殺精子薬

### 産婦人科領域の薬物
NSAIDs、抗コリン薬、抗線維素溶解薬、ホルモン補充療法 (HRT)、β作動薬、黄体形成ホルモン、LHRH

プロゲステロン、ドパミン作動薬、エストロゲン、プロスタグランジン、ゴナドレリン、クロミフェン、タモキシフェン

### 抗腫瘍薬
細胞毒性性薬物、性ホルモン、インターロイキン

### 診断用の薬物
造影剤